# لوئیس هیستینگز سارت
لوئیس هیستینگز سارت (انگلیسی: Lewis Hastings Sarett؛ ۲۲ دسامبر ۱۹۱۷ – ۲۹ نوامبر ۱۹۹۹) یک شیمی‌دان اهل ایالات متحده آمریکا بود.
وی همچنین برندهٔ جوایزی همچون نشان ملی علوم شده است.